# Becerril de la Sierra
Becerril de la Sierra é um município da Espanha
na província e comunidade autónoma de Madrid, de área 30 km² com população de 4887 habitantes (2007) e densidade populacional de 162,9 hab./km².

## Demografia
| Variação demográfica do município entre 1991 e 2004 | Variação demográfica do município entre 1991 e 2004 | Variação demográfica do município entre 1991 e 2004 | Variação demográfica do município entre 1991 e 2004 |
| --------------------------------------------------- | --------------------------------------------------- | --------------------------------------------------- | --------------------------------------------------- |
| 1991                                                | 1996                                                | 2001                                                | 2004                                                |
| 1905                                                | 2707                                                | 3733                                                | 4353                                                |